# Угольная черепаха
У́гольная черепаха, или красноногая черепаха (лат. Chelonoidis carbonarius) — вид сухопутных черепах. Малоизученный вид, его численность сокращается.

## Описание

### Внешний вид
Крупная черепаха, длина её панциря от 30 до 45 см (по другим данным встречаются старые особи с длиной панциря до 70 см). Самцы немного крупнее самок, на их пластроне есть углубление. Особи из разных популяций могут значительно отличаться по размерам и окраске. Панцирь угольной черепахи высокий, сверху выглядит овальным, с сужением посередине — «талией». У самцов она выражена сильнее, чем у самок. Цвет панциря угольно-чёрный с жёлто-оранжевыми пятнами в центре щитков. На голове и передних лапах есть рисунок красного или оранжевого цвета. За каждым глазом имеется по широкой жёлто-оранжевой или красной полосе. У молодых особей панцирь жёлтый или светло-коричневый, с возрастом он становится чёрным, и только на щитках остаются жёлтые пятна.

### Распространение и среда обитания
Ареал угольной черепахи простирается к востоку от Анд, занимает западную Панаму и тянется к югу через Колумбию и Венесуэлу, Гвиану и Бразилию (к югу от Рио-де-Жанейро) до Парагвая. Встречается также на Тринидаде и некоторых Малых Антильских островах, но туда её, скорее всего, завезли люди.
Обитает во влажных лесах и саваннах. Данных по экологии и численности нет.

### Питание
Растительноядна, но при случае питается белковой пищей животного происхождения.

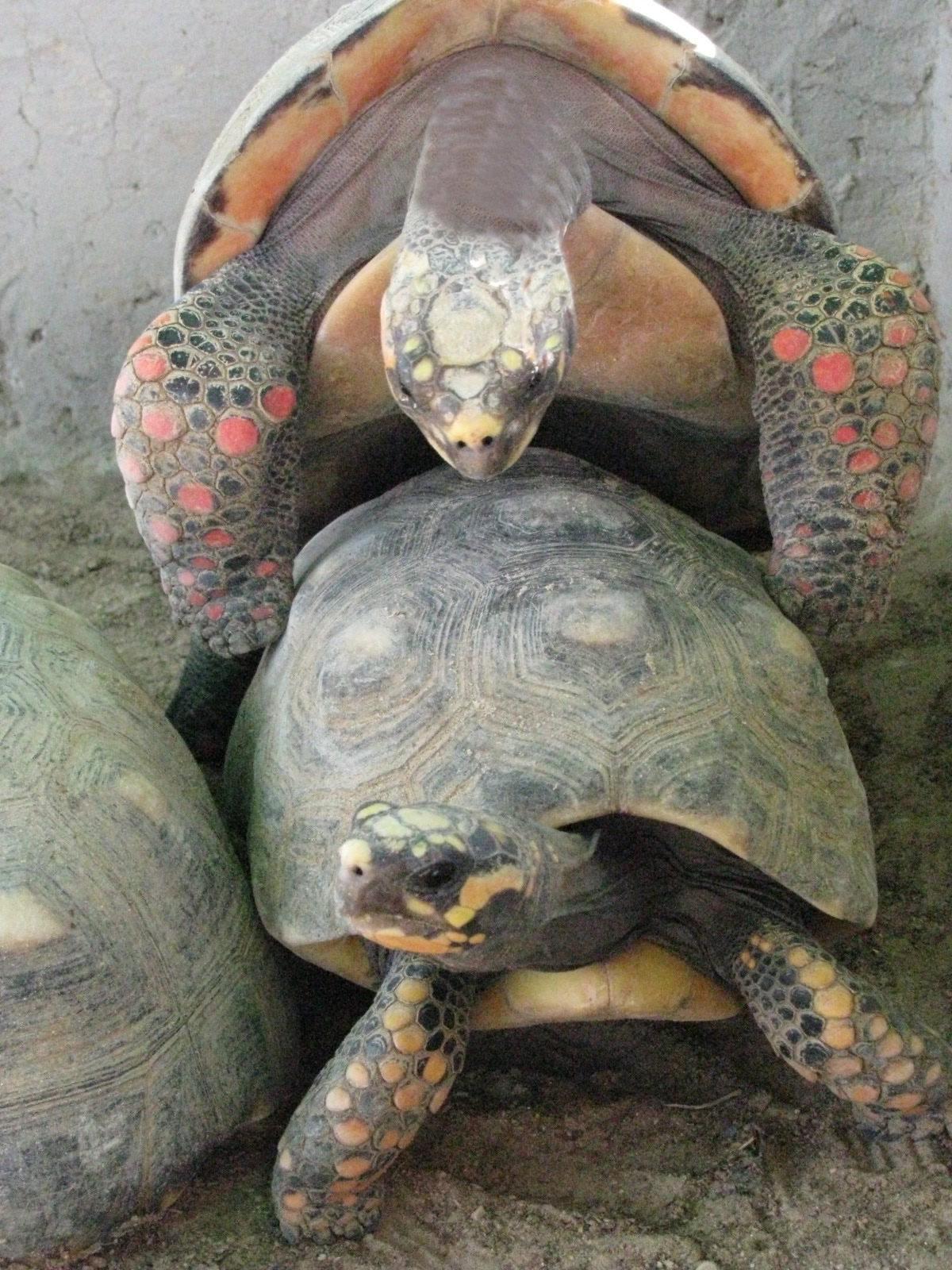
Спаривание угольных черепах

### Размножение
Угольные черепахи становятся половозрелыми в 4—5 лет. В брачный период самцы дерутся за самок, стараясь опрокинуть соперника на спину. В неволе угольные черепахи спариваются почти весь год, кроме октября и ноября. Откладка яиц: в неволе с января по сентябрь, на воле с июля по сентябрь. В Колумбии одна самка откладывает от 5 до 15 яиц, в Панаме — от 8 до 13. В год она делает 2—4 кладки. Яйца обычно откладываются в лесную подстилку, а не зарываются в почву.

## Угольная черепаха и человек
Численность угольной черепахи сильно сокращается из-за интенсивной торговли и использования в пищу.
Нужно изучение экологии вида и реальная регуляция торговли. Размножается в неволе. В 1979 году в семи различных центрах по разведению рептилий было выведено 47 особей.

## Содержание в неволе
Угольных черепах содержат в террариумах с высокой влажностью воздуха. Температура — 25—30°С днём и 20—22°С ночью. Необходим неглубокий бассейн — черепахи любят подолгу лежать в тёплой воде. Инкубация яиц при температуре 26—30°С длится 106—185 суток.

## Иллюстрации

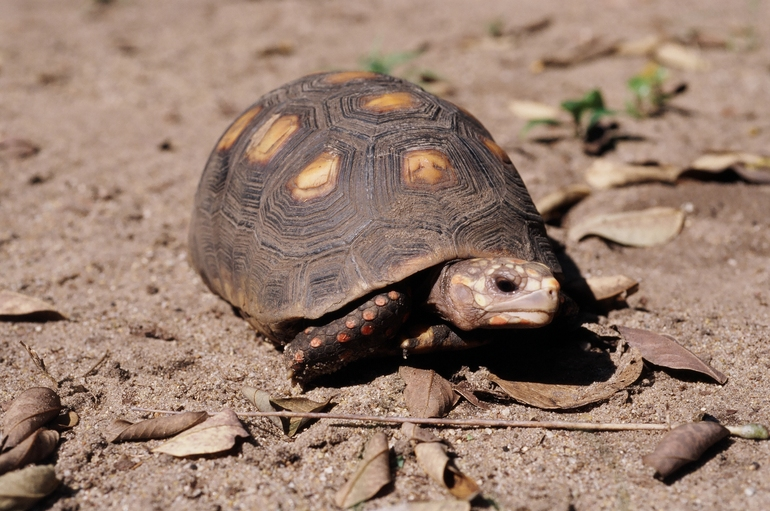
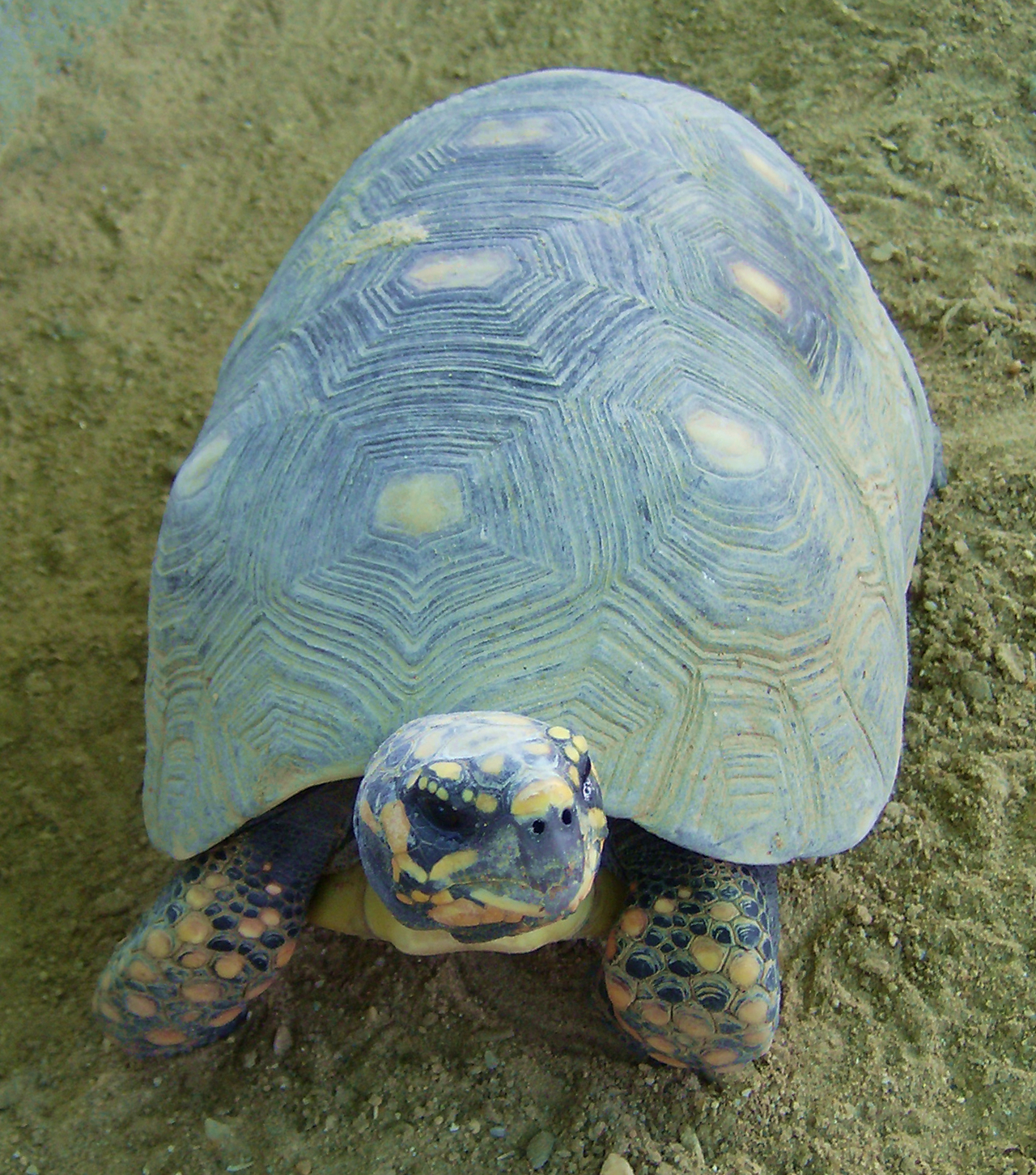
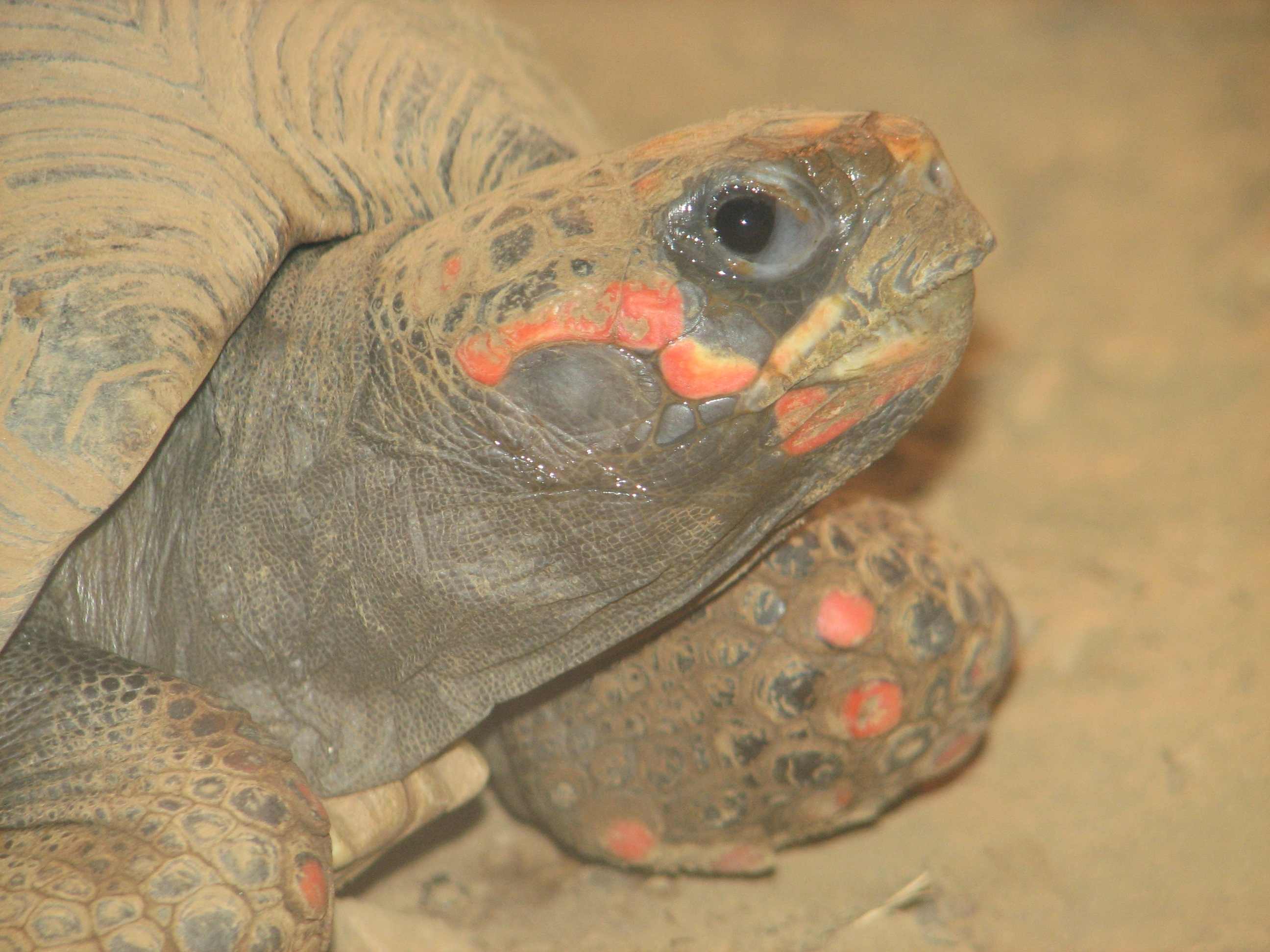
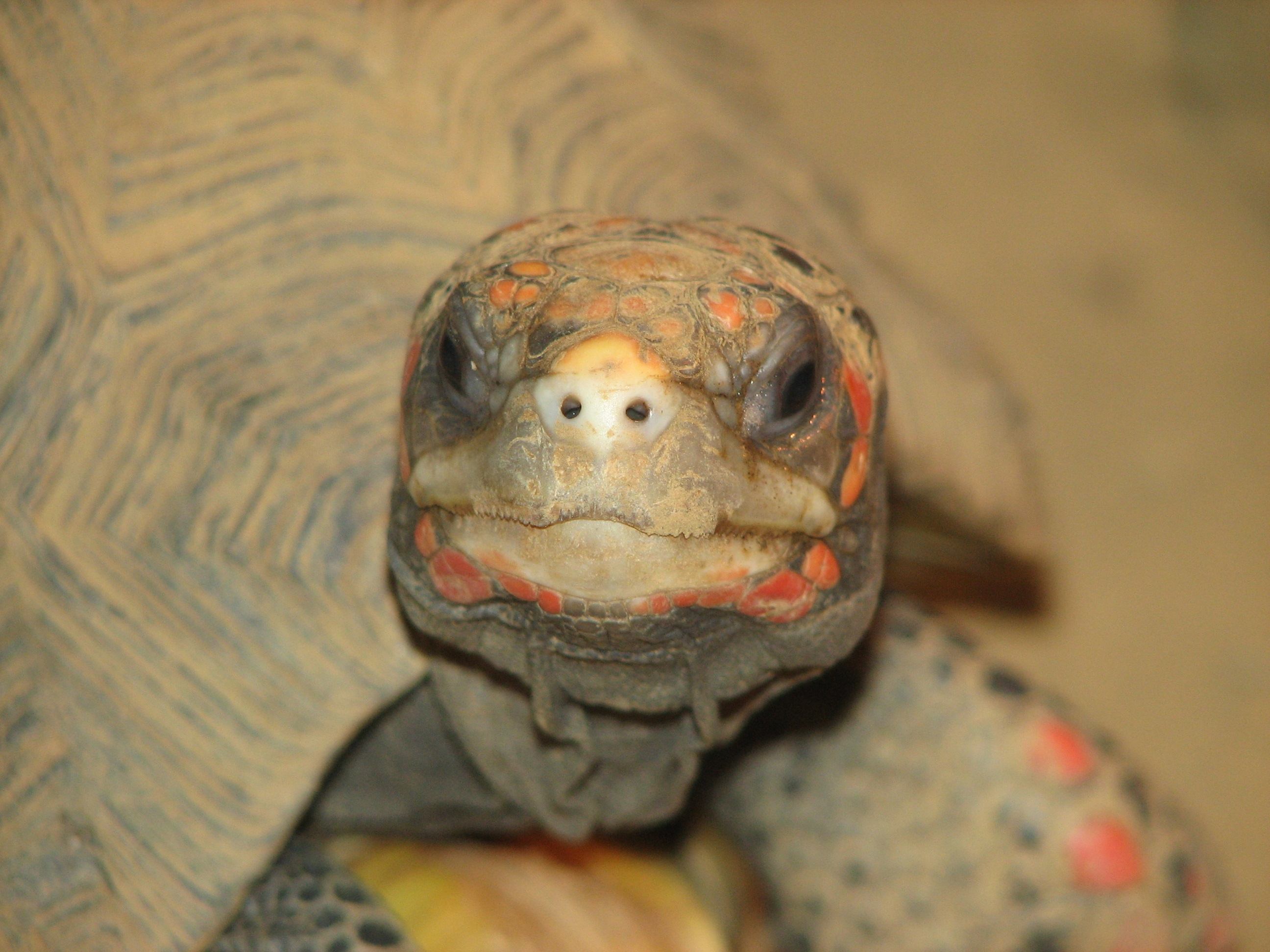
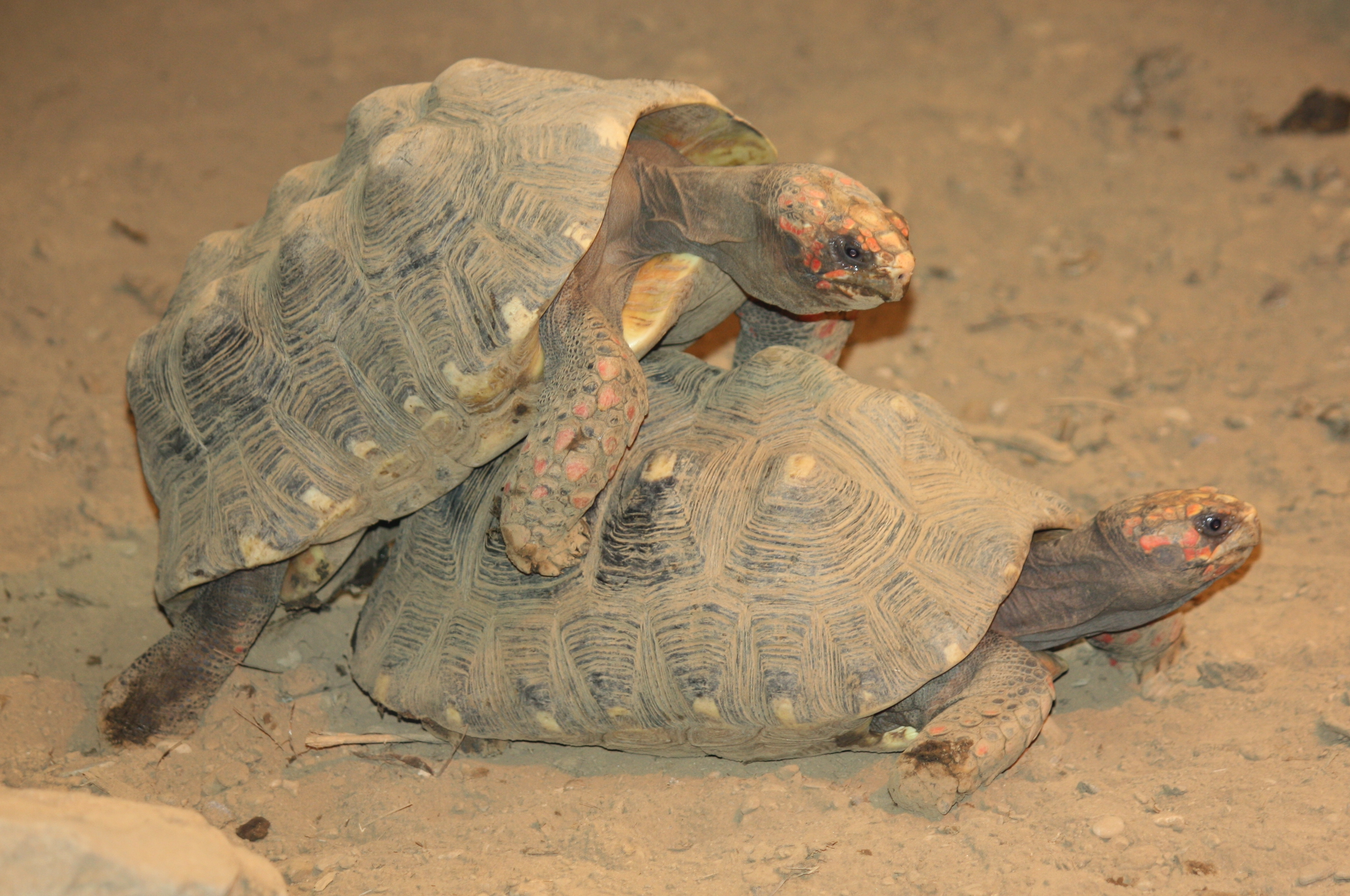
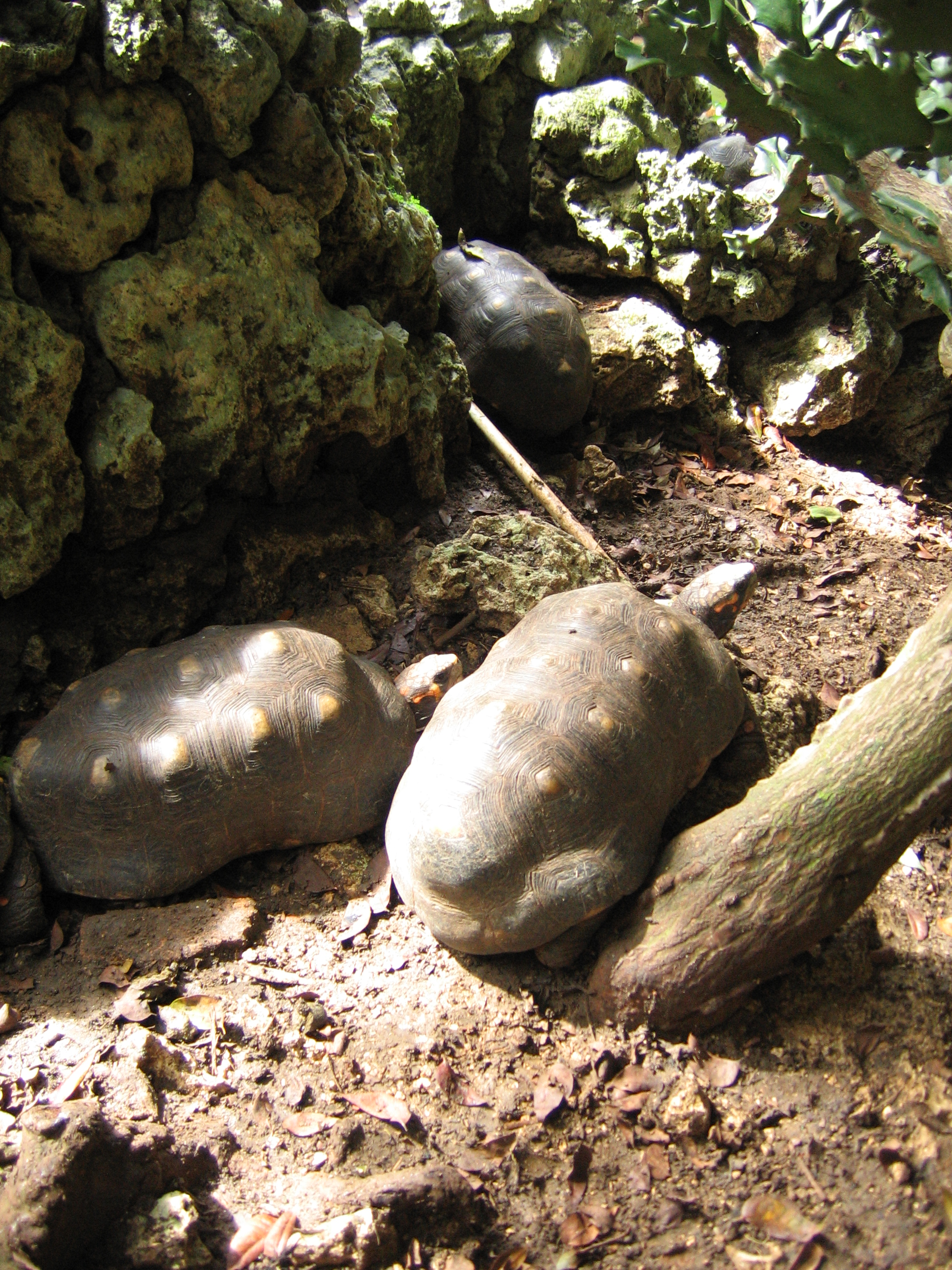
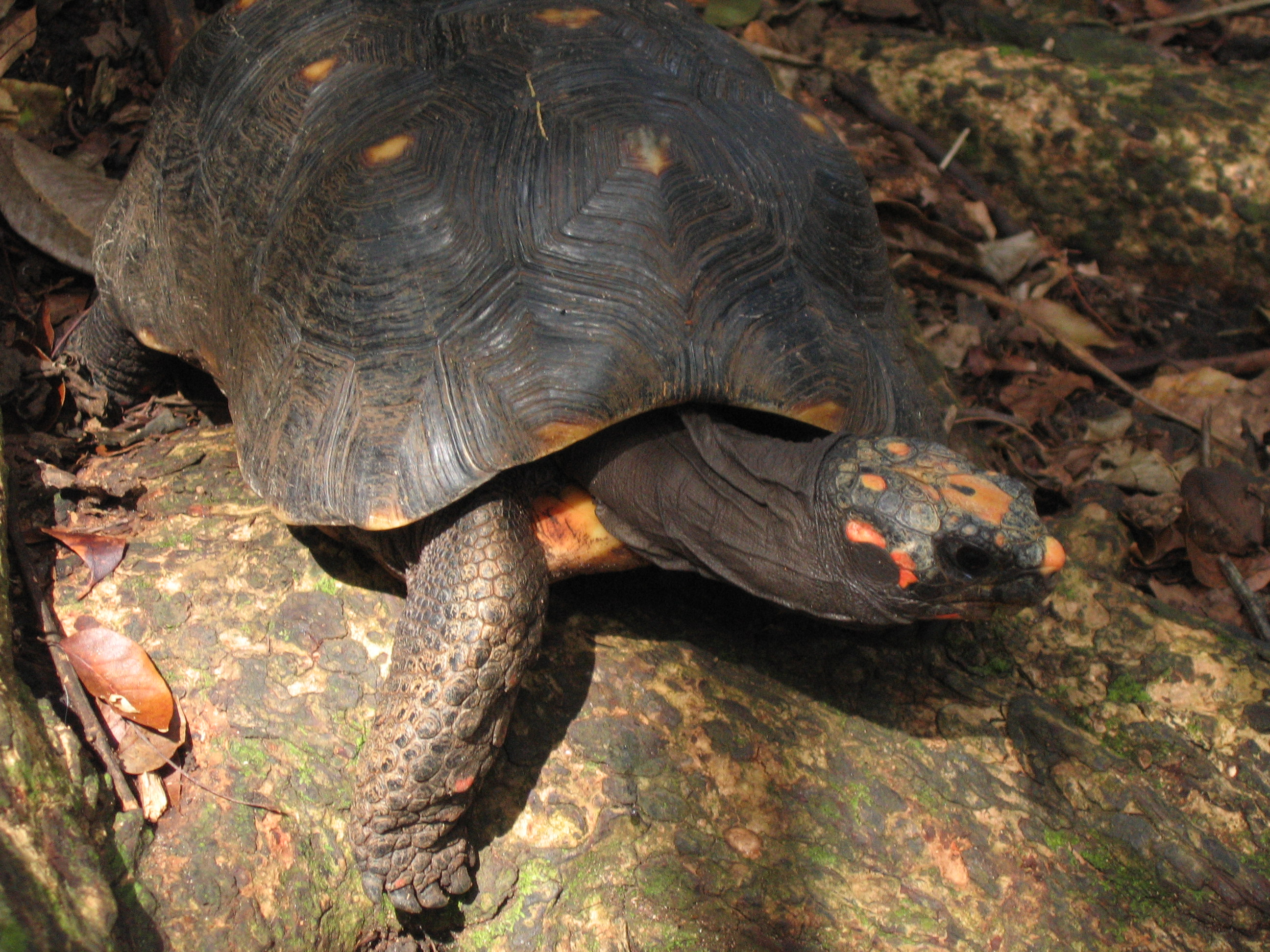
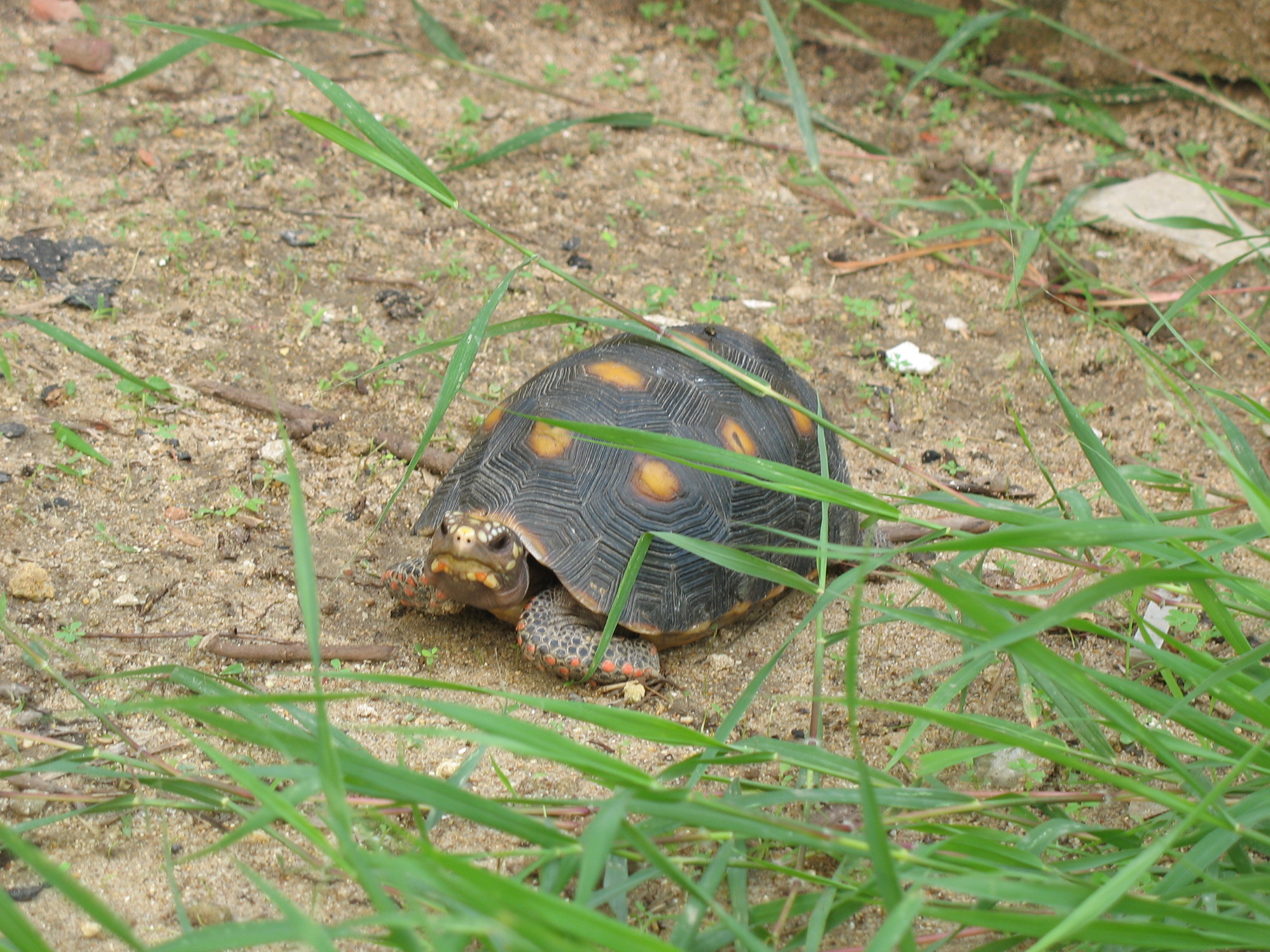
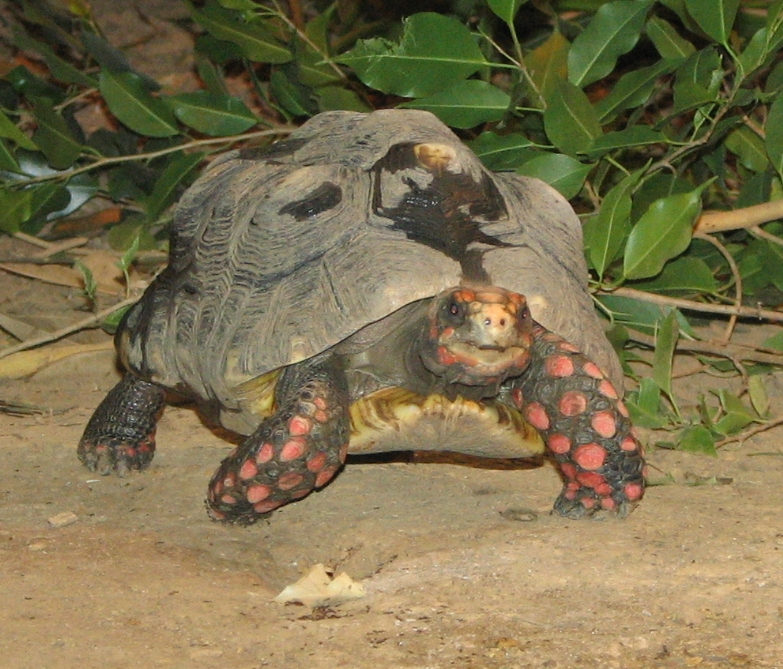
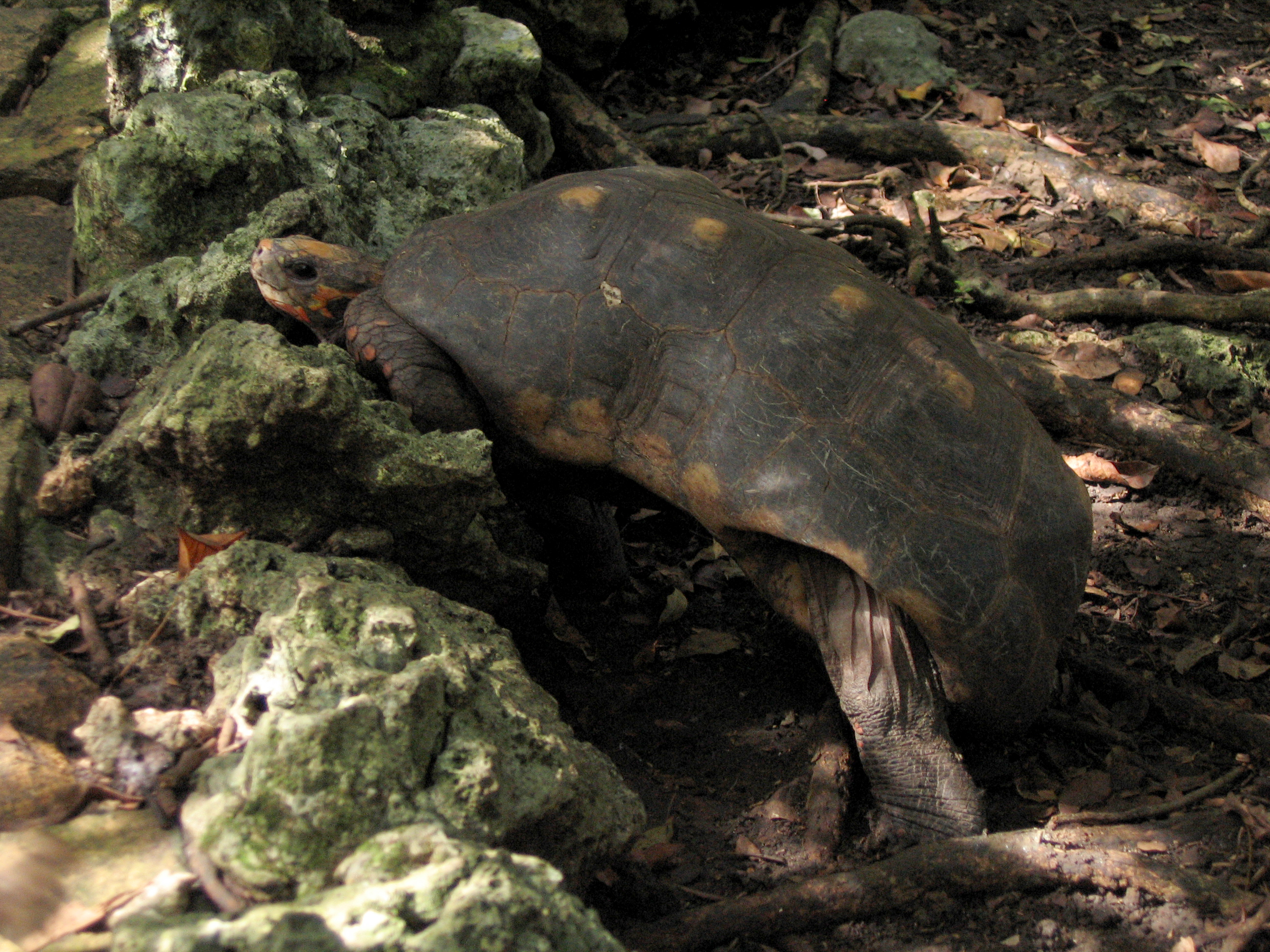
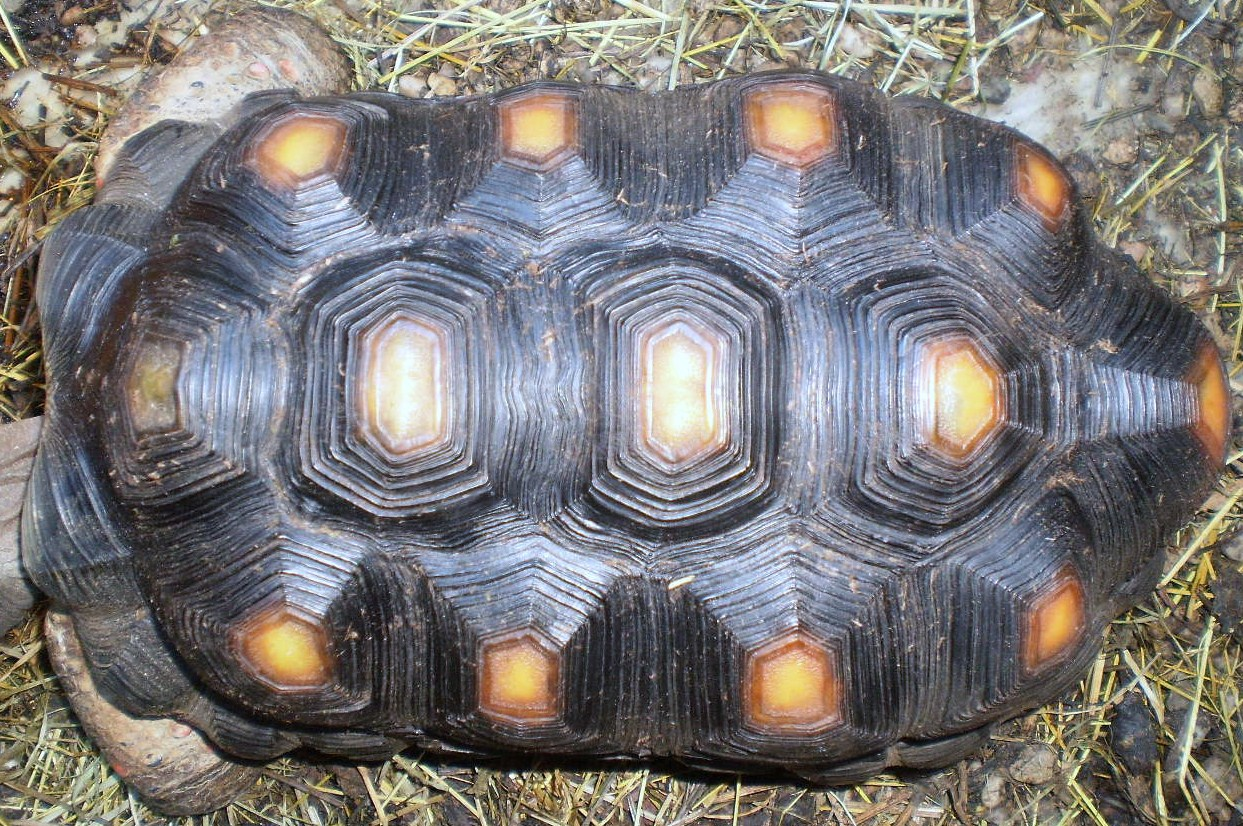
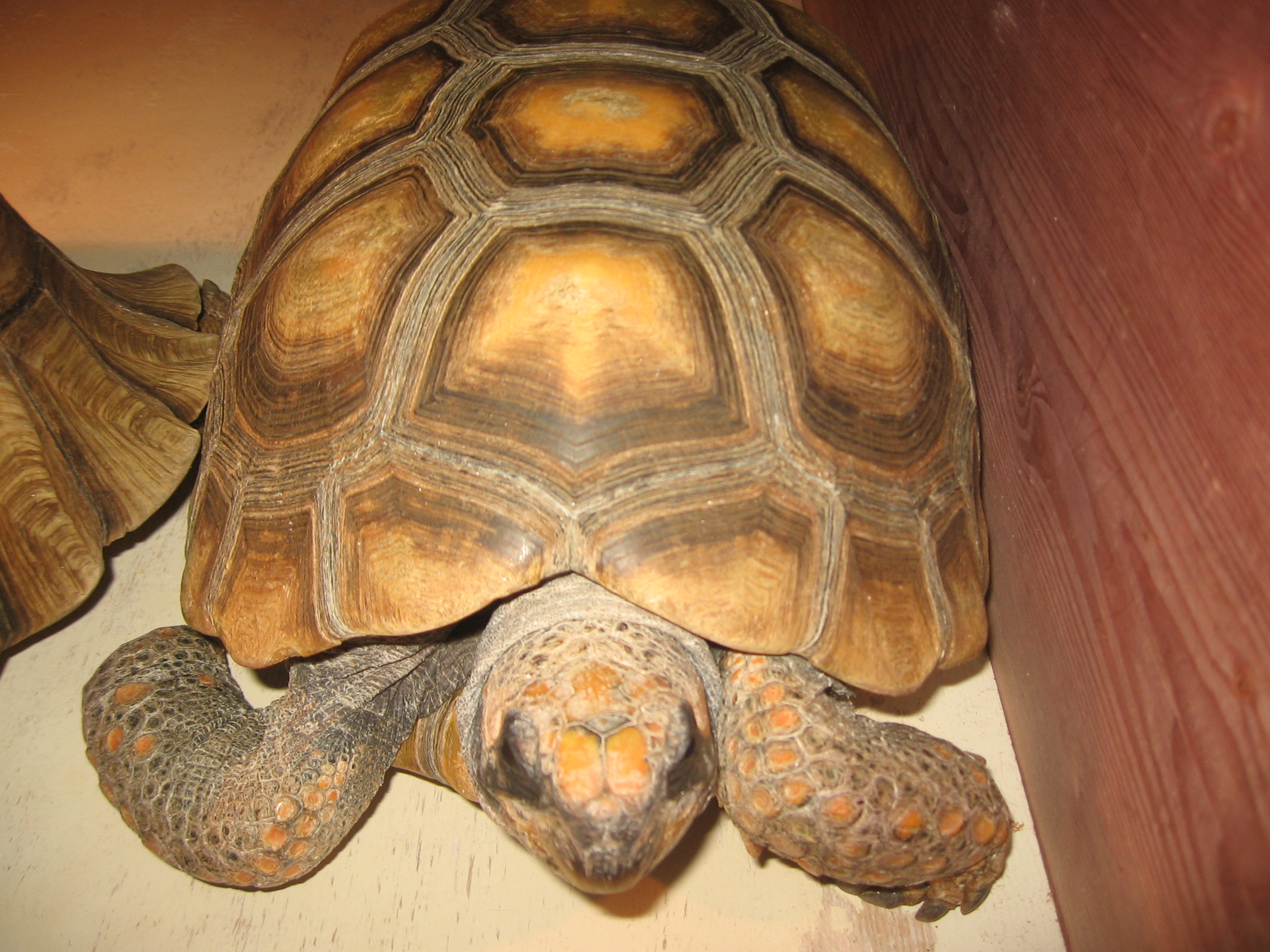